# سیارک ۲۶۶۲۲
سیارک ۲۶۶۲۲ (به انگلیسی: 26622 Maxwimberley، نامگذاری:2000GH75)۲۶۶۲۲مین سیارک کشف شده‌است که در ۰۵ آوریل ۲۰۰۰ کشف شد.